# 里奇·拉姆齊

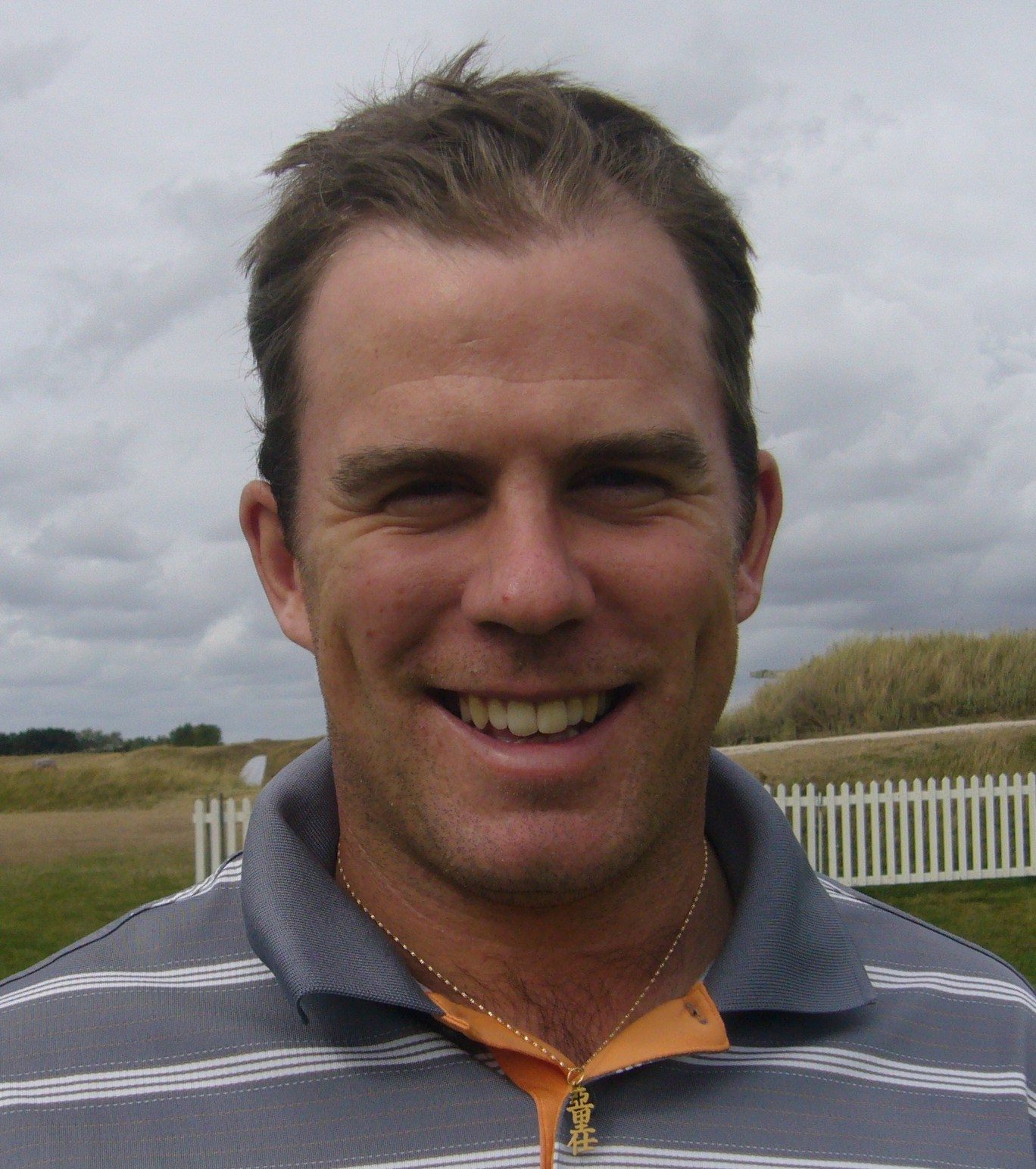
里奇·拉姆齐，苏格兰职业高尔夫球手

里奇·拉姆齊（英語：Richie Ramsay；1983年6月15日—）是蘇格蘭的一位高爾夫球運動員。2006年，他成為近一個世紀以來首位贏得美國業餘錦標賽的英國高爾夫球運動員。在2007年，他轉為職業球手。他現在參加高爾夫球歐巡賽的賽事。